# Maeba (álbum de Mina)
Maeba es el 74° álbum de estudio de la cantante italiana Mina Mazzini, que será publicado el 23 de marzo de 2018 por PDU. El disco contiene doce canciones: diez canciones nuevas y dos covers en inglés. El álbum, disponible en preventa desde el 2 de marzo en iTunes y Amazon, será publicado en edición CD digipack, en edición vinilo negro en edición limitada de 1500 unidades y en edición vinilo "picture disc", siempre en versión limitada de 500 unidades.
La portada del disco muestra la cantante en versión extraterrestre, imagen ya utilizada con un holograma en la final del Festival de Sanremo 2018 y en la portada del álbum "Piccolino" de 2011. El primer sencillo se titula "Volevo scriverti da tanto" y será publicado el 9 de marzo.

## Lista de canciones
| N.º | Título                      | Escritor(es)                                      | Productor(es)     | Duración |  |
| 1.  | «Volevo scriverti da tanto» | Maria Francesca Polli, Moreno Ferrara             | Massimiliano Pani | 4:27     |  |
| 2.  | «Il mio amore disperato»    | Paolo Limiti, Alberto Anelli                      |                   | 3:36     |  |
| 3.  | «Ti meriti l'inferno»       | Federico Spagnoli, Andrea Surdi                   |                   | 4:34     |  |
| 4.  | «Il tuo arredamento»        | Mariano Rongo                                     |                   | 4:59     |  |
| 5.  | «Argini»                    | Marco Ciappelli, Francesco Sighieri, Lele Fontana |                   | 4:32     |  |
| 6.  | «Last Christmas»            | George Michael                                    |                   | 3:25     |  |
| 7.  | «'A minestrina»             | Paolo Conte                                       |                   | 3:17     |  |
| 8.  | «Heartbreak Hotel»          | Mae Boren Axton, Thomas Durden, Elvis Presley     |                   | 2:22     |  |
| 9.  | «Al di là del fiume»        | Giorgio Calabrese, Franco Serafini                |                   | 3:25     |  |
| 10. | «Troppe note»               | Viola Serafini, Franco Serafini                   |                   | 4:06     |  |
| 11. | «Ci vuole un po' di R'n'R»  | Andrea Mingardi, Maurizio Tirelli                 |                   | 3:18     |  |
| 12. | «Un soffio»                 | Luca Ragazzini, Davide Dileo                      |                   | 4:14     |  |